# Dave Grossman (Autor)

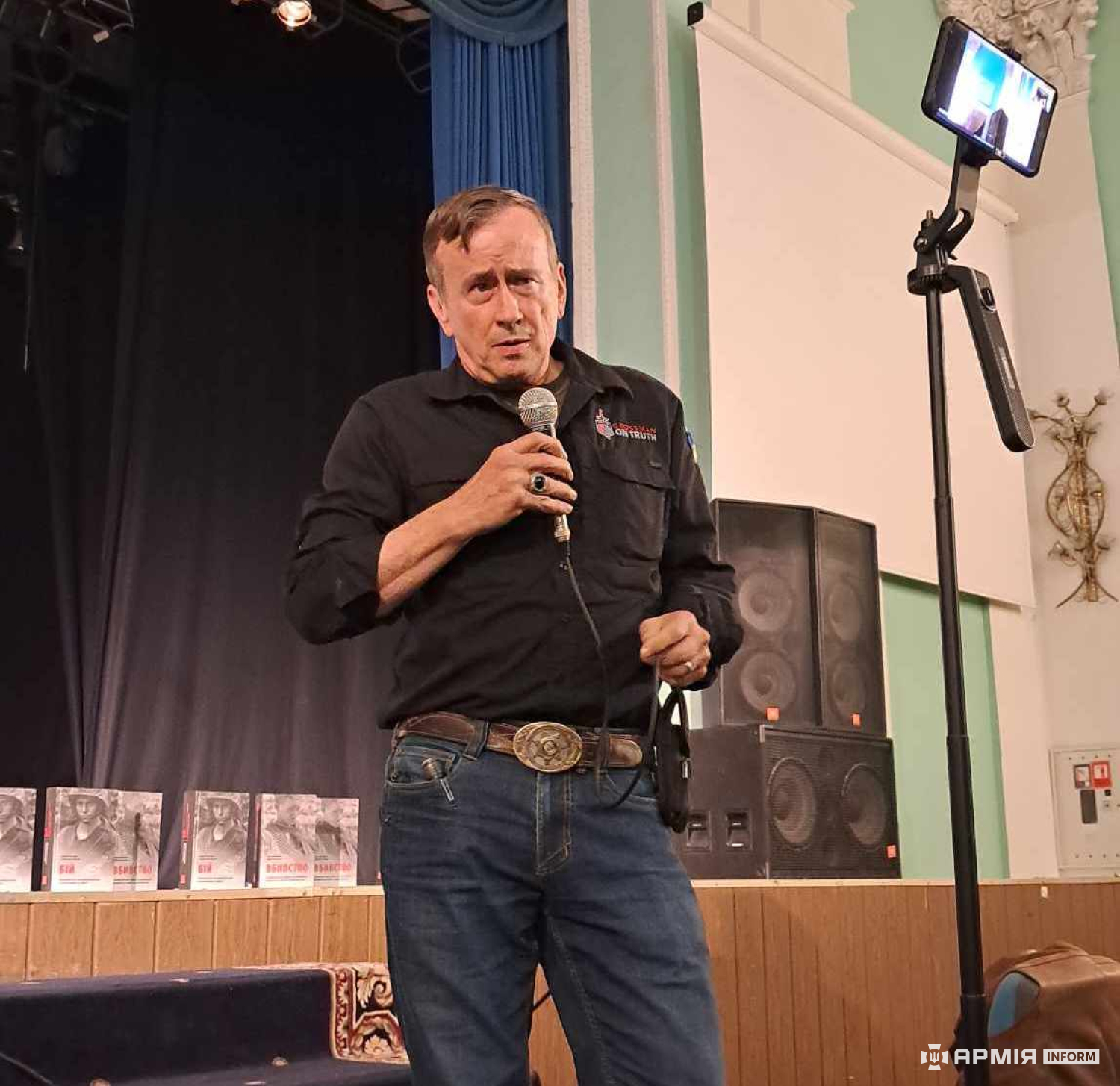
Dave Grossman, 2024

Dave Grossman (* 23. August 1956 in Frankfurt am Main, Westdeutschland) ist ein amerikanischer Autor, der über psychologische Aspekte bei der Tötung von Menschen schreibt und zu diesem Thema Vorträge vor Polizeibeamten und Soldaten hält.

## Leben
Grossman war bis 1998 Dozent für Militärpsychologie und Offizier an der US-Militärakademie West Point.
Als Autor wurde Grossman 1995 bekannt durch sein Buch On Killing. The Psychological Cost of Learning to Kill in War and Society. (Deutsch: Über das Töten: Der psychologische Preis für das Erlernen des Tötens im Krieg und in der Gesellschaft). Es ist laut Grossmans Aussage Pflichtlektüre in der FBI-Ausbildung und an zahlreichen Polizeischulen. Er beschäftigt sich in dem Buch mit verschiedenen Experimenten des US-Militärs, bei denen unter anderem versucht wurde, mittels Konditionierung die Hemmschwelle zu Tötungshandlungen bei Soldaten herunterzusetzen. Er überträgt dabei verschiedene Beobachtungen auf Phänomene in den modernen Massenmedien und hält deren Auswirkung auf Kinder für verheerend. So kritisiert er beispielsweise Horrorfilme und behauptet, dass Kinder sich die darin agierenden Serienmörder wie Freddy Krueger zum Vorbild nähmen.
Im Bereich der Computerspiele hält er vor allem die in Spielhallen verbreiteten Lightgun-Schießspiele für gewaltfördernd (violence enabling), da sie mit Schusstechniken beim Militär und bei der Polizei vergleichbar seien. Später weitet er seine Kritik auch auf das Genre der Ego-Shooter aus.
Grossman schuf für seine Arbeit den Begriff der „Killology“. Mit diesem bezeichnet er die wissenschaftliche Untersuchung der Reaktionen psychisch gesunder Menschen auf die Anwendung tödlicher Gewalt sowie die Untersuchung der Faktoren, welche die Anwendung solcher Gewalt hemmen oder fördern.
Nach seinem Ausscheiden aus dem Militärdienst gründete Grossman die Killology Research Group, in der die These, dass gewalthaltige Computerspiele  (in der deutschen Debatte auch als „Killerspiele“ bezeichnet) zu gewalttätigem Verhalten führen können, untersucht werden soll. Die Killology Research Group ist Teil der Warrior Science Group, eines privaten Unternehmens zur Ausbildung und Beratung von Sicherheitskräften. Sein zusammen mit der Erziehungsberaterin Gloria DeGaetano geschriebenes Buch Wer hat unseren Kindern das Töten beigebracht? fand im deutschsprachigen Raum im Zusammenhang mit der Kontroverse um Zusammenhänge zwischen Gewaltspielen und Tötungsbereitschaft breite Rezeption in den Medien. Kritiker halten Grossmann vor, dass seine Thesen wissenschaftlich nicht belegt sind und dass er die Sachverhalte undifferenziert und unzulässig verallgemeinernd darstellt.
Grossman reist durch die Vereinigten Staaten, tritt vor Soldaten, vor Zivilisten und auch vor Polizisten auf. Insgesamt durchliefen vermutlich bis zu mehrere zehntausend Polizeibeamte in den USA seine Ausbildungsveranstaltungen.

## Äußerung zum Tod von George Floyd
Am 25. Mai 2020 starb George Floyd, ein unbewaffneter 46-jähriger Afroamerikaner aus Minneapolis bei einem Polizeieinsatz nach 8 Minuten und 46 Sekunden mit den Worten  „Ich kann nicht atmen“. Dave Grossman wandte sich danach an die amerikanische Polizei. „An unsere Schäferhunde, in dieser dunklen Stunde“ beginnt sein Posting bei Facebook.
Dazu stellte er das Gemälde eines amerikanischen Unabhängigkeitskämpfers in Heldenpose, das Hemd offen, die Flagge weht im Wind, das Gewehr erhoben. Darüber steht: „Gott liebt uns, und er will unbedingt etwas tun, um auf diese schlimmen Zeiten zu reagieren. Er hat dich geschickt.“

## Publikationen
- On Killing. The Psychological Cost of Learning to Kill in War and Society. 1. Auflage. Little, Brown and Company, Boston 1995, ISBN 0-316-33000-0.
  - On Killing. The Psychological Cost of Learning to Kill in War and Society. Überarbeitete Auflage. Little, Brown and Company, New York 2009, ISBN 978-0-316-04093-8 eingeschränkte Vorschau in der Google-Buchsuche
- Dave Grossman, Loren W. Christensen: On Combat: The Psychology and Physiology of Deadly Conflict in War and Peace. Warrior Science Publications, 2008, ISBN 978-0-9649205-4-5
- Gloria DeGaetano, Dave Grossman: Wer hat unseren Kindern das Töten beigebracht? Freies Geistesleben Verlag, Stuttgart 2002, ISBN 978-3-7725-2225-3